# Тучно (Великопольское воеводство)
Ту́чно (пол.  Tuczno) — село в Польше на территории гмины Победзиска Познанского повета Великопольского воеводства.

## География
Село находится в 10 км от административного центра гмины города Победзиска и 20 км от города Познань.

## История
С 1975 по 1998 год село входило в упразднённое Познанское воеводство.

## Социальная структура
Село располагается на территории ландшафтного парка «Пуща-Зелёнка» в зоне летнего отдыха между озёрами Тучно и Стеншевское.